# Nerazločljiva delca
Nèrazločljíva délca ali idéntična délca sta delca, ki se ju med seboj ne da razločiti, tudi načeloma ne. Med nerazločljive delce spadajo osnovni delci, kot so elektroni, in tudi sestavljeni delci, kot so atomi ali molekule v točno enakem kvantnem stanju.
Obstajata dve glavni kategoriji nerazločljivih delcev:
- bozoni, ki si delijo enaka kvantna stanja. Na primer: fotoni, gluoni, fononi ali atomi helija-4,
- fermioni, ki zaradi Paulijevega izključitvenega načela, ne morejo imeti enakih kvantnih stanj. Na primer: elektroni, nevtrini, kvarki, protoni, nevtroni ali atomi helija-3.

Dejstvo, da sta dva delca nerazločljiva, ima pomembne posledice v statistični mehaniki. Izračuni v statistični mehaniki se opirajo na verjetnostne metode, ki so občutljive na to, ali so proučevana telesa razločljiva ali ne. Zaradi tega se nerazločljivi delci statistično vedejo precej različno od razločljivih delcev. Nerazločljivost delcev so na primer predlagali za rešitev Gibbsovega paradoksa o mešanju, po katerem se lahko entropija zaprtega sistema zmanjšuje, kar je kršitev 2. zakona termodinamike.